# Hesel
Hesel är en kommun i distriktet Leer i det historiska landskapet Ostfriesland i den tyska delstaten Niedersachsen.
Kommunen ingår i kommunalförbundet Samtgemeinde Hesel tillsammans med ytterligare fem kommuner.

## Geografi
Hesel ligger i Ostfrieslands centrala delar på det nordtyska låglandet, på gränsen till distriktet Aurich. Hesel ligger inom ett så kallat geestområde som sträcker sig mellan Ostfriesland och Oldenburg. Därigenom är Hesel ett av Ostfrieslands högst belägna områden med en högsta punkt på 17 meter över havet. Runt geestområdena finns det lägre belägna myrmarker som i dag är uppodlade.
Kommunen präglas av jordbrukslandskapet och dess för regionen typiska vallhäckar. I Hesel finns också mindre skogsområden, bland annat Heseler Wald och Stikelkamp.

## Historia
Hesel har en lång historia. Det finns flera lämningar från förhistorisk tid. Hesel omnämns första gången år 900. I slutet på 1100-talet grundades ett kloster i området, Barthe, av Premonstratensorden. Runt 1300 grundades ett Johanniterkloster i Hasselt.
Under medeltiden tillhörde Hesel det frisiska landskapet Moormerland. Efter den tidsepok som brukar kallas den frisiska friheten kunde inget lokalt hövdingastyre etableras i Hesel på samma sätt som i övriga Ostfriesland, främst eftersom jordbruksmarken i området inte var så bördig. Hesel fick i stället sin betydelse genom klostren.
Efter det att grevskapet Ostfriesland hade inrättats kom Hesel att tillhöra Stickhausen. Under trettioåriga kriget kom Mansfelds styrkor till området och godsen Barthe, Hasselt och Stikelkamp plundrades eller förstördes.
Under det så kallade appellkriget plundrades Hesel av upprorsstyrkor från Leer och under den preussiska tiden blev Hesel år 1761 föremål för strider. Från 1764 koloniserades de dittills öde myrområdena runt Hesel.
Under den franska tiden 1810-1813 var Hesel säte för ett så kallat Mairie och under kungariket Hannovers regerande var Hesel säte för en fogde. År 1885 blev Hesel en del av distriktet Landkreis Leer.
I samband med kommunreformen 1972 blev Hesel en kommungemenskap med Hesel som förvaltningssäte.

## Kommuner som ingår i kommungemenskapen Hesel
- Brinkum (644 invånare 2005)
- Firrel (811)
- Hesel (4.132)
- Holtland (2.225)
- Neukamperfehn (1.639)
- Schwerinsdorf (762)